# Padures muiža
 (février 2025).
 (février 2025).

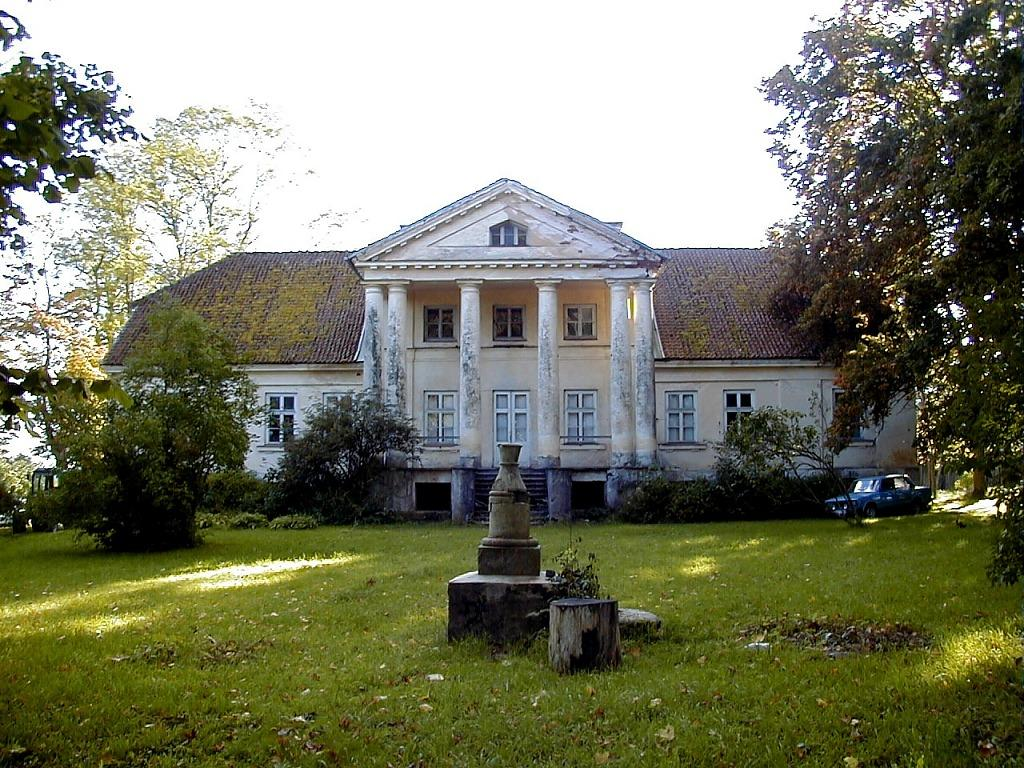
Le manoir de Padure

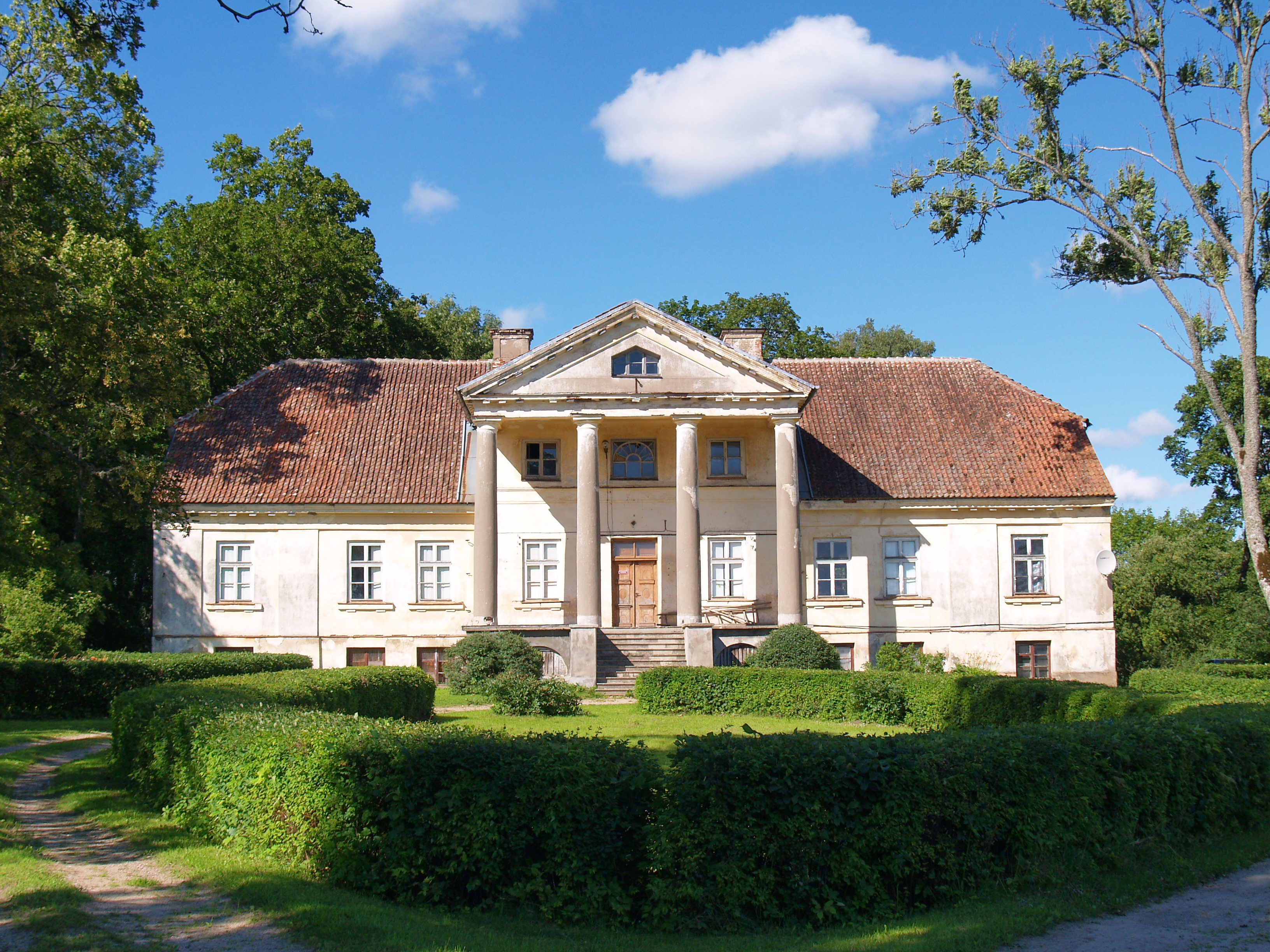
Le manoir de Padure

Le manoir Padure est situé dans la paroisse de Padure du comté de Kuldīgas en Lettonie. Padure est à environ 168 kilomètres de Riga et 52 kilomètres de Ventspils.

## Histoire
Les premières informations sur Paduri remontent à 1404, lorsque le maître de l'Ordre de Livonie, Dietrich von Torka, l'a donné au seigneur Hermann Grundys à Kuldīga Komtureja sur la Venta. En 1526, Walter von Plettenberg l'a loué à Jakob Franck, puis il a appartenu à Johann von Dönhoff (1652-1682) et à la famille Corfu (1702-1799). Gerhard Heinrich a transféré le domaine de Padure à Georg von Schröder à titre de garantie entre 1799 et 1808.
En 1814, les biens de Korff, qui avait émigré en Russie, furent déclarés en faillite et Paduri fut vendu aux enchères conformément à un décret du Sénat (ukaz). En 1828, Ernestine Stempel, épouse de Friedrich Reinhold Stempel (1755-1858), acquiert le manoir pour 35 000 roubles d'argent. L. Balfour. Après lui, le manoir fut géré par son fils Edward, et après sa mort en 1866, sa veuve, Adolf Balfour, reprit le manoir en 1878. En 1921, Adolf Balfour fut assassiné avec son majordome près de Struņķukrog, et le manoir devint brièvement la propriété du fils de sa sœur, J. Serafim.
À la suite de la réforme agraire de 1920, le manoir a été divisé en 1922 en 88 unités d'une superficie totale de 1103 ha. Son centre a été cédé au ministère de l'Agriculture dans le but d'y établir une école d'agriculture de deux ans. L'établissement d'enseignement a fonctionné dans le manoir jusqu'en 1944, date à laquelle, pendant la Seconde Guerre mondiale, les troupes allemandes ont pris possession du bâtiment pour y installer un hôpital. En 1945, la station expérimentale agricole de Basse-Courlande a commencé à fonctionner dans le château, et ce jusqu'en 1995. Aujourd'hui, le manoir de Padures et la majeure partie de son parc sont la propriété privée de Jānis Lazdāns.
Au cours de l'été 2023, le tournage du long métrage multi-séries « Pansija pilī » s'est déroulé au manoir de Padures.

## Aménagement et ameublement du manoir
Le manoir, construit en bordure de la cour d'honneur, en face de la route d'entrée, est de style classique ou empire. Construit en 1837, le manoir de Padure est un monument architectural d'importance nationale. Presque toutes les portes authentiques, trois escaliers en bois, huit poêles à bois, ainsi que des dessins classiques et historicistes sur les murs et les plafonds ont été conservés depuis l'époque de sa construction.
19ème siècle. Le parc, qui a été modelé sur les paysages anglais et aménagé par Balfour au début du XIXe siècle, a conservé l'ancienne allée de tilleuls dans sa partie ouest. Padure Manor Park fait partie d'un monument culturel d'importance nationale.